# DeLisle (Mississippi)
Pour les articles homonymes, voir Delisle.
DeLisle est une census-designated place située dans le comté de Harrison, dans l’État du Mississippi, aux États-Unis. Lors du recensement de 2010, sa population s’élevait à 1 147 habitants.

## Histoire
Pierre LeMoyne d'Iberville a été choisi par le comte de Pontchartrain, ministre de la Marine de Louis XIV, d'établir une colonie française en Amérique dans cette région de la Louisiane française. Le deuxième voyage de d'Iberville dans le golfe du Mexique se déroula en 1699-1700, d'Iberville était accompagné par le cartographe royal, le comte Guillaume de Lisle. Au cours de cette expédition, il cartographia et nomma plusieurs bayous : le bayou Portage, le bayou Arcadie et le bayou Delisle. 
Aujourd'hui, la zone non constituée census-designated place, connue sous le nom DeLisle, partage son code postal avec la localité de Pass Christian. Ce peuplement s'appela d'abord La Rivière des Loups (Wolf River). Les premiers colons français de DeLisle furent Bartolomé Grelot et son beau-frère Philippe Saucier. Ces premiers colons français furent bientôt rejoints par d'autres colons, Jean Baptiste Nicaise, Pierre Moran, Chevalier Dedeaux, Jean Cassibry et Charles Ladner.

## Personnalités liées à la commune
- Jesmyn Ward

## Source
- (en) Cet article est partiellement ou en totalité issu de l’article de Wikipédia en anglais intitulé « DeLisle, Mississippi » (voir la liste des auteurs).